# جاده منطقه‌ای ۵۵۱ فنلاند
جاده منطقه‌ای ۵۵۱ فنلاند (Sininen tie، فنلاندی: Seututie 551, سوئدی: Regionalväg 551) یا جاده آبی (فنلاندی: Sininen tie, سوئدی: Blå vägen) یک جاده شرقی-غربی در ساوونیای شمالی، فنلاند است که در شرق از پیتکالاهتی کوئوپیو واقع در بزرگراه ۵ (جاده ئی۶۳ اروپا) شروع می‌شود و به سمت غرب از طریق مراکز کارتولا، تروو و وسانتو تا روستای آهونینن ادامه می‌یابد. جاده آسفالت شده و دو خطه به طول ۸۰ کیلومتر، بخشی از بزرگراه آبی است که به عنوان مسیر گردشگری شناخته می شود.

## مسیر
- کوئوپیو
  - پیتکه‌لاهتی
  - همینالاهتی
  - روتکو
  - پیهکائین‌مکی
  - سوون‌نیمی
  - کارتولا
- تروو
  - کیرکونکولا
- وسانتو
  - کیویکولا
  - کیرکونکولا
  - آهونینن